# Pizza cilentana

## Descrizione
La pizza cilentana è un'antica pietanza popolare che si prepara in tutto il Cilento e nella zona del Vallo di Diano. Ha un'origine agro-pastorale e rispecchia a pieno la tradizionalità contadina del territorio in cui ha avuto origine, soprattutto in relazione agli ingredienti con cui viene preparata. La pizza cilentana si differenza dalla pizza napoletana in quanto viene realizzata con l’impasto per fare il pane, per questo si utilizza lievito madre e la semola di grano duro mescolata con la farina di grano tenero. La salsa di pomodoro datterino deve essere precedentemente cotta in pentola per circa un’ora con un soffritto di aglio e cipolla in olio evo. Altra particolarità che distingue la versione cilentana da quella più nota della pizza margherita napoletana è l'utilizzo di cacioricotta stagionato di capra cilentana (formaggio tipico locale) grattugiata al posto del fiordilatte o della mozzarella di bufala, e dell’origano meridionale di montagna. In Cilento, l’antica pizza cilentana è chiamata in dialetto pizza re casa, un piatto povero che veniva cucinato quando veniva fatto il pane in casa per il consumo familiare. Realizzata con lo stesso impasto del pane, la pizza veniva cotta insieme al pane nel forno di casa o di campagna. Anzi, la pizza serviva per provare che il forno avesse raggiunto la temperatura giusta per cuocere il pane. Il suo consumo, ancora calda, era quasi un rito ben augurante per la riuscita della sfornata del pane della settimana, ma anche un pasto completo per tutta la famiglia, a cominciare dai bambini. Oltre che calda appena sfornata, veniva consumata anche rafferma ed un po’ indurita nei giorni successivi.
La storia dell’antica pizza cilentana è strettamente collegata alla storia della panificazione domestica in Cilento. Come ha ricostruito il libro “Il Grano e il pane nella tradizione agropastorale cilentana” di Vincenzo Lovisi (WBA Project, Verona, 2017), il pane era l’alimento principale delle famiglie contadine cilentane, per cui la panificazione era al centro dell’agire quotidiano e costituiva il consueto rituale di mamme e nonne: il “rinfresco” del lievito madre, lo spolvero della farina, l’impasto a forza di muscoli robusti nella madia in legno che si gonfiava con la maturazione della lievitazione, la forma delle “panelle” abilmente contrassegnate da una croce e la lenta cottura nel forno a legna. Tutto questo riportava alla coltivazione e lavorazione del grano, uno dei prodotti che stanno alla base dell’identità alimentare e della storia del territorio cilentano. La pizza cilentana è farcita con sugo di pomodoro cotto, formaggio cacioricotta grattugiato, origano e olio evo. Pomodoro, formaggio caprino e olio d’oliva, altri tre prodotti emblematici della dieta cilentana e più in generale della cosiddetta dieta mediterranea. La pizza cilentana è caratterizzata dallo stesso impasto usato per ottenere il pane, con la semola di grano duro mescolata alla farina di grano tenero. Secondo l’antica tradizione contadina, quando si preparava il pane in casa, si cucinava anche la pizza. La farina veniva impastata energicamente con la forza delle braccia e veniva lasciata lievitare per alcune ore prima di essere stesa in teglie di ferro e condita con pomodoro cotto, cacioricotta di capra stagionato, origano e olio evo a crudo. Attualmente, diverse iniziative e manifestazioni omaggiano la pizza cilentana. È il caso, ad esempio, della festa dell'antica Pizza Cilentana di Giungano che si svolge nel mese di agosto, nel centro storico. In quell'occasione vengono riaperti antichi portoni di case gentilizie nei quali giacciono i forni antichi con i quali vengono cotte le pizze cilentane consumate nel corso della festa.

## Preparazione
La realizzazione della pizza cilentana richiede l'utilizzo dell'impasto per ottenere il pane, quindi si utilizza la semola di grano duro mescolata con la farina di grano tenero. La salsa di pomodoro dovrebbe essere precedentemente cotta in pentola con un soffritto di aglio in olio evo.
Altra particolarità che distingue la versione cilentana da quella più nota della pizza margherita napoletana è l'utilizzo del formaggio caprino grattugiato o cacioricotta al posto del fiordilatte mozzarella di bufala, pur essendo la zona famosa per la produzione di quest'ultima.

L'uso come ingrediente del formaggio di capra è dovuto al fatto che questo è di gran lunga più facilmente conservabile rispetto alla mozzarella; nel Vallo di Diano si utilizza il caciocavallo al posto della mozzarella o del caprino e si utilizza l'impasto del pane di Padula.
Inoltre come ingredienti si utilizzano quelli tipici del Cilento, come ad esempio la noglia, salsiccia tipica del Vallo di Diano.

Cambia semplicemente invece la modalità di cottura per realizzare la versione fritta della pizza cilentana, che si distingue a sua volta dalla versione napoletana di pizza fritta per non contenere nessun ripieno al suo interno.